# Георги Манев (политик)
Вижте пояснителната страница за други личности с името Георги Манев (политик).
Георги Иванов Манев е български финансист, общественик и политик от БРСДП и БКП.

## Биография
Роден е на 2 януари 1908 г. в Панагюрище. От 1922 г. е член на Комсомола, а от 1948 г. и на БКП. Учи в педагогическото училище в Панагюрище. През 1925 .г е арестуван за организиране на нелегални групи. Като студент в Швейцария и Франция се включва в демонстрациите на студентите. Завършва висше юридическо образование в Софийския университет през 1933 г. Работи в Съюза на популярните банки като инспектор а след това в Популярна банка като юрисконсулт. По време на Втората световна война е член на Отечествения фронт (1942 – 1944).
След преврата на 9 септември 1944 г. става член на ЦК на БРСДП. Остава такъв до сливането ѝ с БКП. По това време е и член на Областния комитет на ОФ в София. Директор на Популярна банка от 1945 г. От 1948 г. помощник-министър на финансите. По-късно е първи заместник-министър на финансите. През 1969 г. е избран за заместник-министър на труда и социалните грижи. От 1971 г. е заместник-председател на Комитета за държавен контрол. Излиза в пенсия през 1978 г. След това е ссекретар на постоянната комисия на Народното събрание по обществено-икономическото развитие на страната. От 1954 до 1958 г. е кандидат-член на ЦК на БКП, а от 1958 до 1990 г. е член на ЦК на БКП. Народен представител в 3, 5, 6 и 7 НС. Главен редактор на сп. „Счетоводство и контрол“. Написал е няколко книги, сред които „Приходите по единния бюджет на НРБ“ (1953) и в колектив „Ръководство по финансово-контролната работа“ (1962).
Награждаван е с орден „Георги Димитров“, звание „Герой на социалистическия труд“ (указ № 2147 от 29 декември 1977), орден „Народна свобода 1941-1944 г.“ – II ст., орден „9 септември 1944 г.“ – I ст., орден „Народна република България“ – I ст.
Почива през 1996 година.